# SDR
Az SDR (angolul Special Drawing Rights, azaz „Különleges Lehívási Jogok”) a Nemzetközi Valutaalap (IMF) tagjainak igény szerint szabadon használható pénzneme. Az SDR valutakódja az ISO 4217 szabvány szerint XDR.
Az SDR meghatározása oly módon történik, hogy a jelentősebb nemzetközi valutákat, melyeket a nemzetközi kereskedelemben használnak, egy valutakosárban egyesítik. 2015-ig a pénznemek a kosárban súlyuk szerint: az USA dollár, az euró, a japán jen és az angol font sterling; 2016. október 1-jétől kezdve bekerül a kínai renminbi is. Az euró bevezetése előtt a német márka és a francia frank is jelen volt a kosárban. Az SDR-ben szereplő adott valuta súlyát az határozza meg, hogy az adott nemzeti valuta a nemzetközi kereskedelemeben milyen súllyal szerepel. A valutakosárban szereplő nemzetközi valuták súlyát az IMF Igazgatósága ötévente vizsgálja felül. Az SDR szerepét növelni szeretnék a BRICS országok, amelyek az SDR alapú elszámolást támogatják a nemzetközi kereskedelemben az USD elszámolás ellenében.
| Periódus  | USD            | DEM            | FRF            | JPY            | GBP            |          |
| --------- | -------------- | -------------- | -------------- | -------------- | -------------- | -------- |
| 1981–1985 | 0,54 (42%)     | 0,46 (19%)     | 0,74 (13%)     | 34 (13%)       | 0,071 (13%)    |          |
| 1986–1990 | 0,452 (42%)    | 0,527 (19%)    | 1,02 (12%)     | 33,4 (15%)     | 0,0893 (12%)   |          |
| 1991–1995 | 0,572 (40%)    | 0,453 (21%)    | 0,8 (11%)      | 31,8 (17%)     | 0,0812 (11%)   |          |
| 1996–1998 | 0,582 (39%)    | 0,446 (21%)    | 0,813 (11%)    | 27,2 (18%)     | 0,105 (11%)    |          |
| Periódus  | USD            | EUR            | EUR            | JPY            | GBP            |          |
| 1999–2000 | 0,582 (39%)    | 0,3519 (32%)   | 0,3519 (32%)   | 27,2 (18%)     | 0,105 (11%)    |          |
| 2001–2005 | 0,577 (45%)    | 0,426 (29%)    | 0,426 (29%)    | 21 (15%)       | 0,0984 (11%)   |          |
| 2006–2010 | 0,632 (44%)    | 0,41 (34%)     | 0,41 (34%)     | 18,4 (11%)     | 0,0903 (11%)   |          |
| 2011–2015 | 0,6600 (41,9%) | 0,4230 (37,4%) | 0,4230 (37,4%) | 12,1000 (9,4%) | 0,1110 (11,3%) |          |
| Periódus  | USD            | EUR            | EUR            | JPY            | GBP            | CNY      |
| 2016–2020 | (41,73%)       | (30,93%)       | (30,93%)       | (8,33%)        | (8,09%)        | (10,92%) |